# Shout Baby
「Shout Baby」（シャウト ベイビー）は、日本のポップ・ロック・バンドである緑黄色社会の楽曲。作詞作曲はボーカル・ギターの長屋晴子が手がけた。読売テレビ・日本テレビ系アニメ『僕のヒーローアカデミア』第4期第2クール・エンディングテーマで、緑黄色社会初のアニメタイアップとなった。
2020年2月19日にSony Music Labelsの社内レーベルEpic Records Japanより2枚目のシングルとして発売され、カップリング曲としてamazarashiのカバー曲「空に歌えば」が収録され、期間生産限定盤ではTVサイズ版「Shout Baby -TV Edit-」が追加収録された。オリコン週間シングルランキングでは最高位21位を記録。

## 背景・レコーディング
「Shout Baby」は、読売テレビ・日本テレビ系アニメ『僕のヒーローアカデミア』第4期第2クール・エンディングテーマで、「たとえ難しい未来だとわかっていても、強くなりたい、変わりたい」という叫び声をテーマに制作された。エンディングテーマの依頼時点で、「タイアップに合う」と判断された1コーラスのみの原曲が存在していて、これを発展させるかたちで制作が進められた。
楽曲の制作は、長屋によると曲の歌い出し部分のメロディとコードと歌詞が一緒に出てきたことをきっかけに、「この歌い出しの2、3行から広げたいな」というところから始まったという。また、長屋は最近のリリース作品は、どちらかと言えば個人というよりもみんなに聴いてほしいという曲が多かった気がするんです。でもやっぱり、もっと深いところに届くような曲を書きたいなっていうところから書いていた曲でしたと語っている。アレンジについて穴見は、デモの時点で「アッパーというか、一発食らわせられる雰囲気の、ロックぽいもの」という想像ができたと語っている。レコーディングは、2019年12月より行われた「リョクシャ化計画2019」ツアーの期間中に行われた。
なお、実際にアニメで使用されたのは、期間生産限定盤に収録の「Shout Baby -TV Edit-」であり、通常バージョンとは冒頭部分が異なっている。

## リリース
シングル『Shout Baby』は、2020年2月19日にSony Music Labelsの社内レーベルEpic Records Japanより2枚目のシングルとして発売された。前作より約3か月ぶりのリリースで、アルバム『SINGALONG』からの先行シングルとなっている。
シングルのジャケット写真は、表題曲における「後ろ髪を引かれるような気持ち」を表現するにあたり、ウィッグを着用した長髪の長屋を被写体としたもので、ミュージック・ビデオも同様に長髪で出演している。
DVDが付属した期間生産限定盤とCDのみの通常盤の2形態で発売され、期間生産限定盤のジャケットは『僕のヒーローアカデミア』の描き下ろしのイラストがあしらわれ、三方背ボックス仕様となっている。
シングルの発売に先駆け、2月8日に表題曲「Shout Baby」の先行配信が開始され、iTunes J-POPチャートの10位にランクインし、YouTubeの公式チャンネルで公開したミュージック・ビデオの総再生回数が250万回を突破した。先行配信を記念して2月9日にLINE LIVE『スタジオ・ライヴ"奏でた音の行方 vol.3"』が配信された。
2020年4月22日にフルアルバム『SINGALONG』の配信が開始され、「Shout Baby」が「inori」と「スカーレット」の間の6曲目に収録された。

## 評価
ライターの高橋美穂は、『Skream!』に寄稿したレビューで長屋晴子（Vo/Gt）がすうっと息を吸うところからはじまり、“変わりたい”という宣言でサッと終演――そんなオープニングとエンディングの印象深いアレンジに、まずは意志を感じずにいられない。さらには全編にわたって、力強い歌声と革新的なポップスが響き渡っていると評した。
音楽ライターの高橋智樹は、『rockin'on.com』に寄稿した記事の中で本作についてロックバンドの楽器編成で性急なバンドサウンドを響かせても、ロックバンドとは一線を画したポップの質感と透度を放つ緑黄色社会の音楽性を、このうえなく明快に象徴する楽曲と言える。《毎日の不安をかき消すほど／胸を焦がす憧れなど消えない／変わりたい》とリアルに綴られた詞世界も、極限進化の真っ只中にあるバンドの皮膚感覚と『ヒロアカ』の世界観との絶妙なリンクを感じさせるものだと評した。

## シングル収録曲

### 通常盤
| #         | タイトル                      | 作詞・作曲 | 編曲                   | 時間  |
| --------- | ----------------------------- | ---------- | ---------------------- | ----- |
| 1.        | 「Shout Baby」                | 長屋晴子   | Naoki Itai 緑黄色社会  | 4:25  |
| 2.        | 「空に歌えば」                | 秋田ひろむ | soundbreakers 穴見真吾 | 3:50  |
| 3.        | 「Shout Baby (Instrumental)」 |            |                        | 4:21  |
| 合計時間: | 合計時間:                     | 合計時間:  | 合計時間:              | 12:36 |

### 期間生産限定盤
| #         | タイトル                      | 作詞・作曲 | 編曲                   | 時間  |
| --------- | ----------------------------- | ---------- | ---------------------- | ----- |
| 1.        | 「Shout Baby」                | 長屋晴子   | Naoki Itai 緑黄色社会  | 4:25  |
| 2.        | 「空に歌えば」                | 秋田ひろむ | soundbreakers 穴見真吾 | 3:50  |
| 3.        | 「Shout Baby -TV Edit-」      | 長屋晴子   |                        | 1:33  |
| 4.        | 「Shout Baby (Instrumental)」 |            |                        | 4:21  |
| 合計時間: | 合計時間:                     | 合計時間:  | 合計時間:              | 14:09 |

| #  | タイトル                                                         | 作詞 | 作曲・編曲 |
| -- | ---------------------------------------------------------------- | ---- | ---------- |
| 1. | 「「僕のヒーローアカデミア」ノンクレジットエンディングムービー」 |      |            |

## クレジット
※出典
緑黄色社会
- 長屋晴子 – Vocal & Guitar
- 小林壱誓 – Guitars & Chorus
- peppe – Keyboards & Chorus
- 穴見真吾 – Bass & Chorus

追加ミュージシャン
- 比田井修 – Drums
- 西村奈央 – Additional Arrangement
- Naoki Itai – Programming

レコーディング・スタッフ
- 村上宣之 – Recording & Mixing
- 滝口 "Tucky" 博達 – Mastering

## チャート成績
| チャート (2020年)                     | 最高位 |
| ------------------------------------- | ------ |
| 日本 (Japan Hot 100)                  | 58     |
| Japan Hot Animation (Billboard JAPAN) | 9      |
| 日本 (オリコン)                       | 21     |
| 日本 (オリコン合算シングル)           | 42     |
| 日本 (オリコンアニメシングル)         | 9      |

## 認定
| 国/地域                  | 認定           | 認定/売上数    |
| ストリーミング           | ストリーミング | ストリーミング |
| ------------------------ | -------------- | -------------- |
| 日本 (RIAJ)              | Gold           | 50,000,000     |
| 認定のみに基づく再生回数 |                |                |

## 発売日一覧
| 国/地域 | 発売日        | レーベル           | 規格     | 規格品番      | 備考           |
| ------- | ------------- | ------------------ | -------- | ------------- | -------------- |
| 全国    | 2020年2月8日  | Epic Records Japan | 音楽配信 | ESXX02170B00Z | 先行配信       |
| 全国    | 2020年2月19日 | Epic Records Japan | 音楽配信 | ESXX02169B00Z |                |
| 日本    | 2020年2月19日 | Epic Records Japan | CD       | ESCL-5340     | 通常盤         |
| 日本    | 2020年2月19日 | Epic Records Japan | CD+DVD   | ESCL-5341/2   | 期間生産限定盤 |